# محمدحسین زاهدی‌فرد
محمدحسین زاهدی‌فرد (زاده ۲۵ مرداد ۱۳۶۴) داور فوتبال اهل ایران است. وی فعالیت حرفه ای خود را از سال ۱۳۸۰ با اخذ داوری درجه ۳ آغاز کرد و در سال ۱۳۸۹ درجه ملی خود را گرفت.

## قضاوت‌ها در شهرآورد تهران
محمدحسین زاهدی‌فرد در دربی ۹۹ بازی داور وسط شهرآورد تهران بوده‌است. همچنین در دربی ۱۰۱ در فینال جام حذفی، با مصدومیت و تعویض خورشیدی داور وسط بازی در دقیقه ۸۰، زاهدی‌فرد که به عنوان داور پشت دروازه بود، به زمین آمده و ادامه بازی را سوت زد.
| دربی     | تاریخ       | نتیجه بازی             | گروه داوری                                                     |
| -------- | ----------- | ---------------------- | -------------------------------------------------------------- |
| شماره ۹۹ | ۲۹ آذر ۱۴۰۱ | استقلال ۲ - پرسپولیس ۲ | محمدحسین زاهدی‌فرد - سعید قاسمی - محمدجواد مداح - علی‌اصغر مؤمنی |

شهر آورد ۱۰۱